# Bottoms Up (canción de Nickelback)
«Bottoms Up» —en español: «Hasta el fondo» o «Fondo blanco»— es el segundo sencillo de Here And Now, que es el séptimo álbum de estudio de la banda de rock canadiense Nickelback.

## Lanzamiento
La canción fue lanzada en la página Web oficial de la banda el 22 de septiembre de 2011 y fue lanzado como segundo sencillo el 26 de septiembre de 2011 junto con When We Stand Together.
Fue disponible para descargarse el 27 de septiembre.El vídeo con las letras de la canción fue lanzado en Youtube el 17 de noviembre.

## Vídeo musical
El vídeo musical fue filmado en junio de 2012 y lanzado en julio de 2012. Cuenta con Nickelback interpretando la canción en un escenario circular aéreo.

## Posiciones en las listas
| Listas (2011-12)                                     | Máxima posición |
| ---------------------------------------------------- | --------------- |
| Australia (ARIA)                                     | 83              |
| Canadá (Canadian Hot 100)                            | 31              |
| Canadá Canadian Active Rock (America's Music Charts) | 2               |
| Canadá (Alternative Rock)                            | 31              |
| Reino Unido (The Official Charts Company)            | 179             |
| Reino Unido (UK Rock Chart)                          | 4               |
| Estados Unidos (Bubbling Under Hot 100)              | 1               |
| Estados Unidos (Mainstream Rock Songs)               | 2               |
| Estados Unidos (Rock Songs)                          | 6               |
| Estados Unidos (Alternative Songs)                   | 27              |